# ドメル
ドメルは、アニメ『宇宙戦艦ヤマト』『宇宙戦艦ヤマト2199』の登場人物。声優は小林修（『宇宙戦艦ヤマト』）、大塚明夫（『宇宙戦艦ヤマト2199』）。

## 宇宙戦艦ヤマト
ガミラス帝国の銀河系方面軍作戦司令長官。理論派にして実行力の伴う優秀な軍人であり、ガミラスが誇る名将として「宇宙の狼」とも呼ばれている。ルビー戦線での功労により、デスラー総統からはガミラスの最高功労勲章「デスラー勲章」を授与されている。自らの名を冠したドメラーズ3世に乗艦している。
濃いモミアゲと目立つ割れ顎に、筋骨隆々とした身体が特徴。服装は他のガミラス将軍と異なり、マントはまとわず、ピッチリした黒の戦闘服のようなものを常時着ている。
ヤマト乗組員が予想もしない作戦や戦術でヤマトを追い詰めるなど、戦術家としては優秀な手腕を見せるが、地球攻略の最重要拠点であるバラン星基地を囮に使って諸共破壊しようとする作戦は、デスラーから「浪費家」と非難され、中止のやむなきとなった。
言動については、デスラーや沖田との対話では丁重に接する一方、ガミラス本星での軍法会議では反省の色を見せず、部下のゲールに横柄に接するなど、きわめて階級重視、軍人的。さらに、バラン星の作戦を事前にデスラーへ進言せずに独断で決行するなど、部下や上官との協調性よりも、自分の判断や理念を優先させる傾向がある。
初期プロットでの名前はロンメル。名前の由来は、第二次世界大戦で「砂漠の狐」と称されたドイツ国防軍陸軍軍人のエルヴィン・ロンメル。

### 劇中での登場
第13話から登場。デスラーにヤマトの撃破を志願し、銀河系方面軍作戦司令長官に任命され、バラン星基地司令官に就任する。この人事により、基地司令官から副司令官に降格してドメルの副官として置かれたゲールには不満を抱かれる。また、就任後の態度もかなり横柄・傲慢であったため、ゲールの不満は蓄積・増幅され、やがてドメルは思わぬ形で報復を受けることになる。
第15話では、艦隊を率いて異次元空間で演習を行っている最中、異次元断層に落ち込んだヤマトを発見して攻撃するものの逃げ切られ、自ら「ドメル艦隊敗れたり」と独白、当日の日記にはヤマトの実力についてを「侮れない」と結んでいる。その後は下手に攻撃を仕掛けず、ヤマトがバラン星基地の存在を知らない点を突き、バラン星まで引きつけて確実に沈めるという方向で計画を立てる。
第20話では、バラン星の宙域にまで到達したヤマトに際し、周回する人工太陽を落下させてバラン星基地諸共ヤマトを撃滅する作戦計画を立案・遂行する。この作戦は沖田をして「見事な作戦だ」、古代にも「ヤマトもこれまでか」と言わせしめたが、味方の犠牲をもいとわず事前にまったく知らされていない作戦に驚愕したゲールによってガミラス本星に密告された結果、あと一歩のところでデスラーから作戦中止を命令されてしまう。そして、ドメルの一瞬の躊躇がヤマトに反撃の隙を与えた結果、人工太陽を破壊されたうえにバラン星基地はその残骸が直撃し、失われてしまう。
第21話では、ガミラス本星に召還されて軍法会議に出頭し、バラン星基地を失った責任を問われたものの反省の色を見せず、その態度が皆のさらなる怒りを買い、満場一致で死刑判決を受ける。しかし、デスラーからは「ドメル以外にヤマト撃破は不可能」と汚名返上の機会を与えられ、各戦線から糾合した空母機動艦隊（旗艦ドメラーズ2世・戦闘空母1・三段空母3の計5隻）を率いて七色星団で決戦を挑むべくヤマトに挑戦状を送信し、ヤマトは沖田十三艦長の判断でそれを受諾する。七色星団での決戦では、瞬間物質移送器を使った雷爆撃と秘密兵器ドリルミサイルによってほぼ勝利を手にしたかに見えたが、ヤマト側の動力回路工作によってドリルミサイルは逆回転させられ、艦外に排出されたそれはヤマトへ止めを刺そうと接近してきた空母4隻を誘爆に巻き込み、全滅する。そして、ドメルは自らが乗るドメラーズ2世をヤマトの第三艦橋に密着させて自爆し、壮烈な戦死を遂げる。自爆の直前に沖田と交信し、互いを祖国の命運を担う戦士と認めると、「ガミラスと地球に栄光あれ」の言葉を最後に、自爆スイッチを押した。

## 宇宙戦艦ヤマト2199
『宇宙戦艦ヤマト』（以降、「旧作」）のリメイク作品である『宇宙戦艦ヤマト2199』では、「エルク・ドメル」というフルネームが設定されている。容姿については旧作よりも割れ顎が目立たない顔付きになっており、モミアゲが短くなっている。旧作における服装はコンバット服とされており、第25話のデスラーと女衛士や『星巡る方舟』のネレディア・リッケも着用している。また、逆にドメルも第12話の叙勲式の際には他のガミラス軍人と同じ軍服を着ている。リデザイン担当は結城信輝。
年齢は地球人年齢に換算して38歳相当。当初は小マゼラン方面軍防衛司令官で、階級は中将。小マゼランの帝国領内への侵入を繰り返すガトランティスに対する切り札として、直属の部隊である第6空間機甲師団（通称「ドメル軍団」）と共に派遣されていた。後にヤマトの出自と目的に勘付いたデスラーによって本星へ呼び戻され、上級大将への昇進を経てヤマト討伐の意味も込めて銀河方面作戦司令長官を拝任し、バラン星に赴任する。
傲慢な面が見られた旧作とは異なり謙虚かつ高潔な人物として描かれており、政治とは距離を置いて軍人としての本分を貫くなど実直な性格となっている。
臨機応変をモットーとし、出自よりも能力重視で、被征服民を差別するようなことはない。部下たちからは慕われており、第20話で自爆を決意して自身以外の離艦を命じた際には、腹心の部下ハイデルン以下誰一人として従わず、最後までドメルと運命を共にすることを選んでいる。元部下で二等臣民のシュルツたちもドメルには尊敬の念を抱いており、そのモットーはシュルツも見習っている。敵であっても全力を尽くす相手には敬意を払うという、騎士道精神の持ち主でもある。その高潔な人柄は市井の大衆にまで支持されており、第12話では叙勲式のパレードに大勢が押し寄せるなどの国民的人気を得ている。しかし、それゆえにゼーリック国家元帥をはじめとするデスラーの側近の一部からは快く思われておらず、当人も政治に興味を示さないことからガル・ディッツやヴェルテ・タランには心配されている。
家族については不明だった旧作とは異なり妻帯者でもあり、妻のエリーサとの間にはかつて子供のヨハンを授かったものの死別して久しいことが、墓前で語られている。

### 劇中での登場 (2199)
第11話で初登場。第12話で銀河方面作戦司令長官の拝任後、ディッツに願い次元潜航艦UX-01を借り受け、ヤマトへ差し向ける。その後、第15話で中性子星カレル163での戦闘でヤマトを撃沈寸前まで追い詰めるが、時を同じくしてデスラー暗殺事件が勃発し、本星への出頭という最優先命令による撤退を余儀なくされる。出頭後、デスラー暗殺の首謀者の嫌疑をかけられ、軍事法廷において死刑判決を下される。
その後、デスラーが生存していたことから、第19話で釈放される。バランの崩壊によるワープネットワークの崩壊によって戦力に事欠く中、ヤマト討伐とユリーシャ奪取の勅命を受けて出陣する。ヤマト討伐のために与えられた戦力は老朽艦を含む空母4隻と老兵・少年兵だけだったが、ヤマト討伐には試作兵器の物質転送機を用いた航空機による奇襲と波動砲封じを兼ねた止めの特殊削岩弾、ユリーシャ奪取には次元潜航艦と特務潜入部隊の投入をそれぞれ立案したうえ、敵将の沖田が常人なら迂回するはずの難所「七色星団」をあえて通ると読み切ったうえで待ち構え、決戦に臨む。
戦局はドメルの想定通りに進み、ユリーシャ奪取にも成功し（実際に拉致されたのは森雪）、勝利の目前まで迫ったが、特殊削岩弾の起爆失敗や戦闘機隊・雷撃機隊の壊滅を受け、砲撃戦で直接ヤマトを沈めようと機動部隊を前進させた際に特殊削岩弾を逆用され、その爆発とヤマトの反撃によって旗艦ドメラーズIII世以外の戦力をすべて失う。さらには、イオン乱流に誘い込まれてドメラーズIII世も轟沈寸前になり、敗北を悟ったドメルは艦本体から分離させた独立戦闘指揮艦をヤマト艦底部に接舷させ、軍人としての責務を果たすために自爆を敢行し、戦死する。旧作同様、自爆の直前には沖田と交信し、互いを祖国の命運を担う戦士と認め合い、ガミラスのみならず地球への栄光と祝福をも願い、自爆スイッチを押している。
第22話では大々的な追悼式が行われ、ドメルの死は国民の啓発とイスカンダルとの大統合への大義名分に利用される。

## 漫画版
ひおあきらの漫画版では、ロメルという名前になっている。容貌はアニメ版と大きく異なっており、比較的長い髪で顔には傷が付いているほか、サングラスをかけている。
シュルツ艦に搭乗し、艦隊を率いてヤマトを強襲。一糸乱れぬ連携でヤマトを度々追い詰めるが、キャプテンハーロックの船の妨害により、何度となく取り逃がす。その後、バラン星での戦闘において、ゲル（アニメにおけるゲール）に手柄を立てさせようとするヒスにより、ヤマト攻撃ではなく基地の防衛任務を命じられるが、これを不服としたロメルは任務を放棄して撤退する。バラン星が陥落した後にはヒスの手回しで責任を問われて謹慎を言い渡されるが、デスラーへの不満を抱えていたヒスによるクーデターを予測しており、その実行に際してデスラーを暗殺の危機から救出すると、ゲルとヒスを射殺する。
ガミラス本星戦では、大艦隊を指揮してヤマトに決戦を挑むが、乱入してきたキャプテンハーロックとの一騎討ちの末に戦死する。ロメルの戦死に動揺した艦隊の隙をつき、ヤマトは活路を開くことになる。